# Matéria de Roma
Matéria de Roma se refere a um conjunto de obras literárias medievais, pertencentes especialmente à literatura francesa, que emprega personagens da Antiguidade Clássica extraídos da história e da mitologia greco-romanas. O termo foi cunhado pelo poeta francês Jean Bodel no século XII, quem classificou os ciclos literários da sua época em Matéria de Roma, Matéria da Bretanha e Matéria de França. 
Os romances mais importantes da Matéria de Roma são o Romance de Troia, o Romance de Tebas e o Romance de Eneias, que reelabora material originário da Eneida, e o Romance de Alexandre, sobre as conquistas de Alexandre o Grande. Tipicamente os personagens clássicos destes romances são caracterizados como cavaleiros medievais, sucedendo-se episódios de batalhas, torneios e cenas amorosas ao estilo do amor cortês medieval.